# وسام هنري درابر

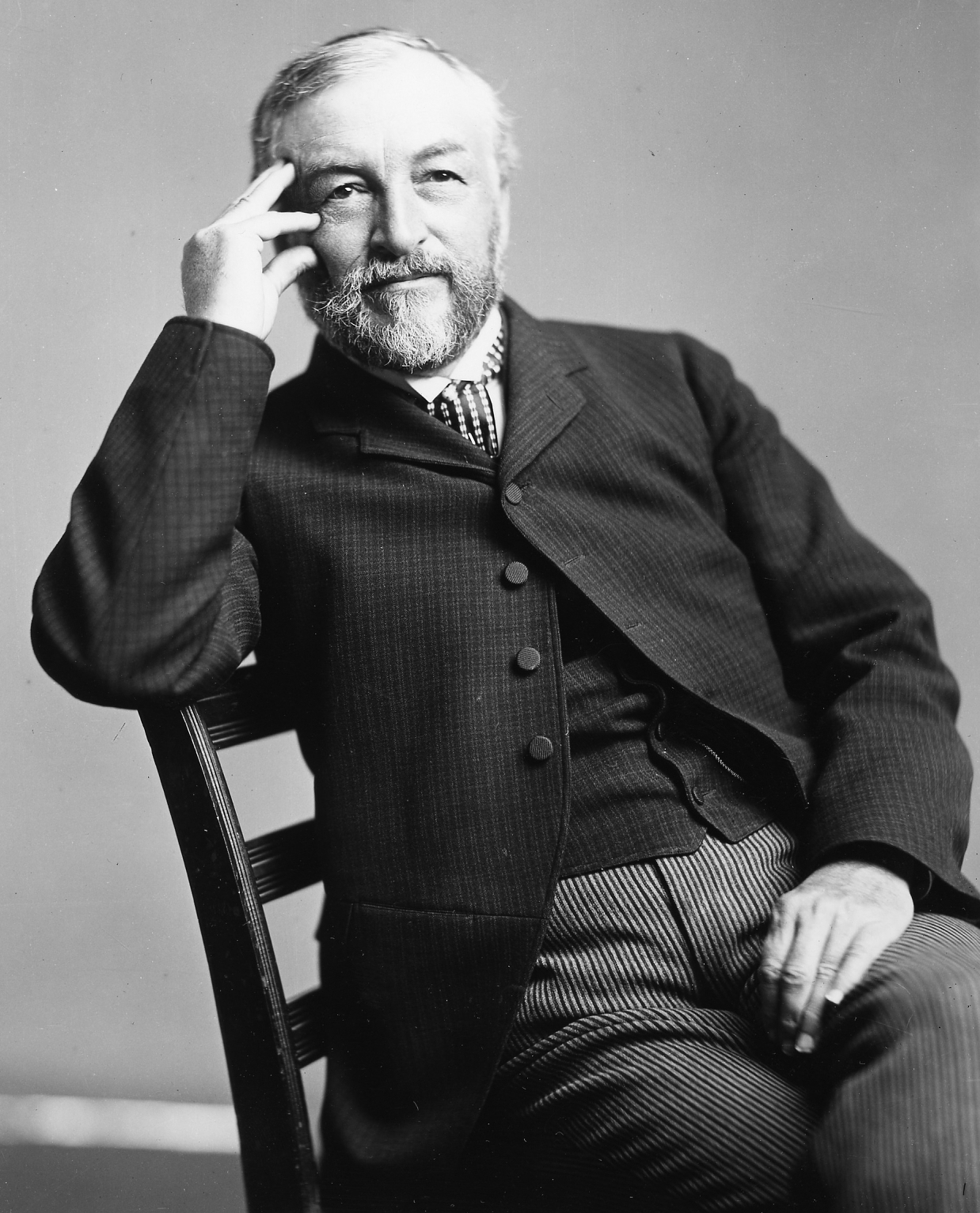
صموئيل لانغلي بيربونت

وسام هنري درابر أنشأته أرملة هنري درابر ويعطى عن طريق الأكاديمية الوطنية للعلوم الأمريكية لمن يساهم في فيزياء الفلك .
يُمنح وسام هنري درابر كل 4 سنوات من قِبل الأكاديمية الوطنية للعلوم في الولايات المتحدة الامريكية تقديراً للمساهمة في الفيزياء الفلكية، ويترافق مع جائزة بقيمة 15,000 دولار أميريكي، وقد أنشأته أرملة هنري درابر، آنا درابر، تكريماً له، وتولّت هذه العائلة تمويل الوسام.
فقُدّم لأول مرة عام 1886 لصمويل بييربونت لانجلي لإنجازه عدة أبحاث عالية الجدارة في الفيزياء الشمسية، وخصوصاً في مجال الطاقة المشعّة، ومُنح منذ ذلك الحين 45 مرةً، وفي عام 2013 حاز عليه ويليام بوروكي لمفهومه التأسيسي، وإصراره الذي لم يكلّ، وقيادته المتبصرّة أثناء تطوير مهمة مسبار كيبلر الفضائي التابع لناسا، والتي اكتشفت الكثير من الكواكب بالإضافة إلى أنظمة شمسية بخواص غير متوقّعة ومفاجئة.
كما مُنح الوسام لعدة أفراد في السنة ذاتها، ففي عام 1977 حاز عليه كل من أرنو ألان بنزياس وروبرت وودرو ولسون لاكتشافهما إشعاع الخلفية الكونية الميكروي (وهو من بقايا البدايات المبكرة جداً للكون)، ودورهما الريادي في اكتشاف الجزيئات بين النجمية، وفي عام 1989 ناله ريكاردو جيوفانيللي ومارثا هاينز للرؤية ثلاثية الأبعاد الأولى لبعض البنى الخيطية المميزة واسعة النطاق في الكون المرئي.
أما في عام 1993، حاز كل من رالف أشر ألفر وروبرت هيرمان على وسام هنري درابر لبصيرتهما ومهارتهما في تطوير نموذج تجسيدي لتطور الكون وتوقّع وجود إشعاع الخلفية الكونية الميكروي قبل سنوات من اكتشافه عن طريق المصادفة، بعد ذلك مُنح الوسام عام 2001 لبول بتلر وجيفري مارسي لأبحاثهما الرائدة عن الكواكب التي تدور حول النجوم بسرعات شعاعية عالية الدقة.

## قائمة بأسماء المستفيدين
| السنة | الاسم                               | السبب | المرجع        |
| ----- | ----------------------------------- | --- | ------------- |
| 1886  | صمويل بيير بونت لانجلي              | "عدة أبحاث عالية الجدارة في الفيزياء الشمسية، وخصوصاً في مجال الطاقة المشعّة." | [ 1 ]         |
| 1888  | ادوارد تشارلز بيكرنج                | "مساهمته في قياس الضوء النجمي، والتصوير النجمي، وتصوير الطيف النجمي." | [ 1 ]         |
| 1890  | هنري أغسطس رولاند                   | "أبحاثه عن الطيف الشمسي، وفي مجال الفيزياء الفلكية." | [ 8 ]         |
| 1893  | هيرمان كارل فوجل                    | "مشاهداته المطيافية عن حركة النجوم ضمن مجال الرؤية، وأبحاث أخرى متعلقة بذلك." | [ 8 ]         |
| 1899  | جيمس ادوارد كيلر                    | "أبحاثه في المطيافية الفلكية." | [ 9 ]         |
| 1901  | وليام هجينز                         | "أبحاثه في الفيزياء الفلكية." | [ 10 ]        |
| 1904  | جورج إليري هيل                      | "أبحاثه عن الظواهر الشمسية، والدراسات على الأطياف النجمية، وتحريره في الدورية الفيزيائية الفلكية (Astrophysical Journal)، وإدارة مرصد يركيس." | [ 11 ]        |
| 1906  | وليام واليس كامبل                   | "مشاهداته وأبحاثه المتعلقة بحركة النجوم ضمن مجال الرؤية، وتحسيناته لمنهجيات قياس هكذا حركات، ومناقشاته للنتائج المُستخلصة منها، وتنظيم البحث ضمن هذا المجال في نصف الكرة الجنوبي." | [ 12 ]        |
| 1910  | تشارلز جريلي أبوت                   | "أبحاثه عن المجال تحت الأحمر من الطيف الشمسي، وقياساته الدقيقة، بواسطة أجهزة محدّثة، لثابت الإشعاع الشمسي." | [ 13 ]        |
| 1913  | هنري الكساندر دسلاندرز              | "أبحاثه في الفيزياء الشمسية والنجمية." | [ 14 ]        |
| 1915  | جويل ستبنز                          | "اعترافاً بجهده في تطبيق خلية السيلينيوم على القياس الضوئي النجمي." | [ 15 ]        |
| 1916  | ألبرت ميكلسون                       | "مساهماته العديدة الهامّة في المطيافية والفيزياء الفلكية." | [ 16 ]        |
| 1918  | والتر سيدني أدامز                   | "اكتشاف طريقةً لتحديد مسافات النجوم بواسطة راسم الطيف، وتطويرها." | [ 17 ]        |
| 1919  | شارل فابري                          | "اعترافاً بأبحاثه في الفيزياء وعلم الفلك، وبشكل رئيسي بواسطة مقياسات التداخل." | [ 18 ]        |
| 1920  | ألفريد فولر                         | "أبحاثه في المطيافية السماوية والمخبرية، والتي أدّت لتزايد قيّم في المعرفة عن الكلفات الشمسية، والمذنّبات والنجوم –وخصوصاً المتعلقة بالنجوم الحمراء التابعة للنوع 3 من تصنيف سيكي" | [ 19 ]        |
| 1921  | بيتر زيمن                           | "اكتشافه لما يُسمّى بتأثير زيمن، وتطبيقه في البصريات الممغنطة." | [ 20 ]        |
| 1922  | هنري نورس راسل                      | "مساهماته القيّمة في معرفة ترتيب التطور النجمي." | [ 21 ]        |
| 1924  | آرثر ستانلي إيدنجتون                | "مساهمته في معرفة الحالات الفيزيائية الموجودة ضمن النجوم، وتفسيراته البنّاءة لنظرية أينشتاين في النسبية فيما ينطبق على المعضلات الفلكية. " | [ 22 ]        |
| 1926  | هارلو شابلي                         | "مساهماته في العلوم الفلكية." | [ 23 ]        |
| 1928  | وليام هاموند رايت                   | "أبحاثه عن السدم، والنجوم الجديدة، والأجواء الكوكبية." | [ 24 ]        |
| 1931  | أني جمب كانون                       | "اعترافاً بجهدها في المجال الفلكي، وخصوصاً فهرسة أطياف النجوم." | [ 25 ]        |
| 1932  | فيستو سليفر                         | "أبحاثه المطيافية." | [ 26 ]        |
| 1934  | جون ستانلي بلاسكيت                  | "أعماله البارعة والمواظبة فيما يخص السرعات الشعاعية النجمية، والدراسات المتعلقة بذلك التي أجراها باستمرار لما يقارب 30 عاماً." | [ 27 ]        |
| 1936  | كينيث مييز                          | "أبحاثه المثمرة في العملية التصويرية التي أنتجت الغروانيات التصويرية الحساسة للمجالين الأحمر وتحت الأحمر من الطيف الضوئي، ومساهماته بتقدّم المعرفة بشكل كبير في هذا المجال عالي الأهمية من الطاقة المشعّة النجمية."                                                                                    | [ 3 ]         |
| 1940  | روبرت وليامز وود                    | "اعترافاً بمساهماته في الفيزياء الفلكية، وخصوصاُ أبحاثه عن الأطياف والتركيبات الكيميائية للسدم الغازية." | [ 28 ]        |
| 1942  | إيرا سبراج بووين                    | "اعترافاً بمساهماته في الفيزياء الفلكية، وخصوصاً عمله الرائد على أطياف الرنين، واستخدام المراشح اللونية في التصوير الفلكي، وتطوير طرق للتركيز العالي للضوء ألمُستحصل بالحواجز الشبكية الحارفة في المرتبات والمجالات المرغوبة من الطيف الضوئي."                                                          | [ 29 ]        |
| 1946  | بول ميريل                           | "اعترافاً بالعديد من مساهماته المهمة في الفيزياء الفلكية، وخصوصاُ تلك المتعلقة بالأبحاث عن المطيافية النجمية." | [ 30 ]        |
| 1948  | هانز بيث                            | "اعترافاً بمساهماته في الفيزياء الفلكية، وخاصّة أبحاثه عن أجيال الطاقة في الشمس والنجوم." | [ 31 ]        |
| 1949  | أوتو سترف                           | "مساهماته في الفيزياء الفلكية." | [ 32 ]        |
| 1951  | برنارد ليوت                         | "مساهماته في الفيزياء الشمسية، إذ أتاح الكرونوغراف الذي اخترعه ليوت المشاهدة المستمرة للهالة الداخلية في جميع الأيام الصافية وفي أي موقع ملائم. " | [ 33 ]        |
| 1955  | هندريك فان دي هالست                 | "عمله الرائد على الإشعاع البالغ 21 سم للهيدروجين المعتدل." | [ 34 ] [ 35 ] |
| 1957  | هوريس بابكوك                        | "جهده الأصلي المذهل الذي أدّى إلى اكتشاف الحقول المغناطيسية في النجوم إلى جانب الحقل المغناطيسي العام للشمس." | [ 36 ]        |
| 1961  | مارتن شوارزجيلد                     | "مساهمته المذهلة في مجال تطوّر النجوم والتي تضمنت كتابه (بنية النجوم وتطورها) وورقتين بحثيتين بالعنوانين: (عن الكتلة القصوى للنجوم الثابتة) و(تطور النجوم الهائلة جداً)." | [ 37 ]        |
| 1963  | ريتشارد توسي                        | "إنجازاته في المطيافية الشمسية." | [ 38 ]        |
| 1965  | مارتن رايل                          | "تطوير أداة تلسكوبية راديوية جديدة أتاحت التحديد الدقيق لمواقع العديد من مصادر موجات الراديو الضعيفة في السماء." | [ 39 ]        |
| 1968  | بنجت إدلين                          | "اعترافاً بأبحاثه المثمرة في الفيزياء الفلكية، وخصوصاُ دوره في اكتشاف درجات الحرارة الهائلة للهالة الشمسية وإثباتها. " | [ 40 ]        |
| 1971  | سبرامنيان جندراسكر                  | "قيادته في مجال الفيزياء الفلكية ومساهماته الرئيسية فيه." | [ 41 ]        |
| 1974  | ليمن سبيتزر                         | "رؤيته وإنجازاته المميزة قي علم الفلك الفضائي، ومساهماته المذهلة العديدة في دراسة فيزياء البلازما على الأرض وفي الوسط بين النجمي." | [ 42 ]        |
| 1977  | أرنو ألان بنزياس وروبرت وودرو ولسون | "اكتشافهما إشعاع الخلفية الكونية الميكروي (وهو من بقايا البدايات المبكرة جداً للكون)، ودورهما الريادي في اكتشاف الجزيئات بين النجمية." | [ 2 ] [ 5 ]   |
| 1980  | وليام ويلسون مورجان                 | "أبحاثه الرائدة في التصنيف الطيفي، ما أدّى لمعايير جديدة للدقة في معرفة مسافات النجوم وبنى المجرات." | [ 43 ]        |
| 1985  | جوزيف تيلور                         | "دراساته الرائدة على النجوم النابضة، بما يتضمن القياسات الأساسية للاضطرابات المدارية التي تسببها أشعة الجاذبية وتأثيرات نسبوية عامة أخرى." | [ 44 ]        |
| 1989  | ريكاردو جيوفانيللي ومارثا هاينز     | "الرؤية ثلاثية الأبعاد الأولى لبعض البنى الخيطية المميزة واسعة النطاق في الكون المرئي." | [ 6 ]         |
| 1993  | رالف أشر ألفر وروبرت هيرمان         | "بصيرتهما ومهارتهما في تطوير نموذج تجسيدي لتطور الكون وتوقّع وجود إشعاع الخلفية الكونية الميكروي قبل سنوات من اكتشافه عن طريق المصادفة، وقد كانا من خلال ذلك مشاركين في أحد أهم الإنجازات الفكرية في القرن العشرين."                                                                                  | [ 4 ]         |
| 1997  | بودن بوزنسكي                        | "مساهماته العصرية تجاه استيعاب اندلاعات أشعة غاما، وتطور النجوم الثنائية، وخصوصاً العدسية والعدسية الصغرية الجذبيتين للضوء من أجرام بعيدة. " | [ 45 ] [ 46 ] |
| 2001  | بول بتلر وجيفري مارسي               | "أبحاثهما الرائدة عن الكواكب التي تدور حول النجوم بسرعات شعاعية عالية الدقة، فأثبتا وجود العديد من الأنظمة الكواكبية الأخرى في الكون." | [ 7 ]         |
| 2005  | تشارلز بينيت                        | "مساهمته في التحديد الدقيق لعمر الكون وتركيبه وانحنائه، من خلال قيادته لمسبار ويلكينسون لقياس التباين الميكروي التابع لناسا في مهتمه المتعلقة بالخلفية الكونية الميكروية." | [ 47 ] [ 48 ] |
| 2009  | نيل جيهرلز                          | "مساهماته الرائدة في علم فلك أشعة غاما، وقيادته لمرصد كومبتون لهذه الأشعة، ومهمة سويفت، التي أدت لرؤى جديدة في الفيزياء المتطرفة للنوى المجرية الفعالة واندلاعات أشعة غاما. " | [ 49 ]        |
| 2013  | ويليام بوروكي                       | "لمفهومه التأسيسي، وإصراره الذي لم يكلّ، وقيادته المتبصرّة أثناء تطوير مهمة مسبار كيبلر الفضائي التابع لناسا، والتي اكتشفت الكثير من الكواكب بالإضافة إلى أنظمة شمسية بخواص غير متوقّعة ومفاجئة." | [ 50 ]        |
| 2017  | باري باريش وستانلي ويتكومب          | "كُرّما نيابةً عن تعاون ليغو العلمي لأدوارهما التبصرية والمحورية، والتوجيه العلمي، وتصميم أدوات جديدة لليغو كانت ضرورية لاكتشافه موجات الجاذبية الصادرة عن الثقوب السوداء المصطدمة، ما أدى مباشرةً لإثبات توقع أينشتاين لموجات الجاذبية منذ 100 عام، وقيادة انطلاق مجال علم فلك موجات الجاذبية الجديد. " | [ 50 ] [ 51 ] |

## وصلات خارجية
- NAS Henry Draper Medal